# Joe Roberts (attore)
Joseph Henry Roberts, detto Joe (Albany, 2 febbraio 1871 – Los Angeles, 28 ottobre 1923), è stato un attore statunitense.
Attore di vaudeville dalla stazza imponente (era alto oltre il metro e novanta), soprannominato "Big Joe", deve la sua fama alla partecipazione a numerosi cortometraggi e film di Buster Keaton.

## Biografia
Iniziò facendo parte del gruppo Moreland, Thompson and Roberts, con Cherles Moreland e Minnie May Thompson, per poi girare gli Stati Uniti con un altro trio, il Roberts, Hayes and Roberts (The Big Three) di cui facevano parte Ed Hayes e la prima moglie di Roberts, Lilian.
Una delle stagioni di maggior successo del trio fu a cavallo tra il 1901 e il 1902, in cui presentavano uno spettacolo chiamato The Infant, che ebbe critiche assai favorevoli nel mondo del vaudeville. Fecero un tour in Gran Bretagna, per poi tornare in USA nella stagione 1907-'08, dove presentarono lo sketch comico The Cowboy, the Swell and the Lady.
Negli anni dieci, Roberts conobbe i Keaton (padre e figlio) durante un soggiorno presso il lago Michigan: quando Buster Keaton ruppe il sodalizio con Roscoe Arbuckle e iniziò a dirigere film da solo, volle Roberts con sé.
Il contrasto fisico tra i due (Keaton era alto circa 1,65 m, trenta centimetri meno di Roberts) è stato un leitmotiv comico per 16 cortometraggi sui 19 girati dal celebre regista. Roberts ha sempre impersonato una figura autoritaria, manesca e dalla forza bruta, che faceva da contraltare all'agilità e scaltrezza tipiche dei personaggi di Keaton.
Quando Keaton passò ai medio-lungometraggi, Roberts lo seguì, interpretando la medesima figura in due pellicole, La legge dell'ospitalità e Senti, amore mio, prima di un fatale attacco di cuore nel 1923, all'età di 52 anni.

## Filmografia parziale
- Chiaro di luna (Moonshine), regia di Roscoe Arbuckle (1918)
- Lo spaventapasseri (The Scarecrow), regia di Edward F. Cline e Buster Keaton (1920)
- Una settimana (One Week), regia di Buster Keaton e Edward F. Cline (1920)
- I vicini (The Neighbours), regia di Buster Keaton e Edward F. Cline (1920)
- Il capro espiatorio (The Goat), regia di Buster Keaton e Malcolm St. Clair (1921)
- Il teatro (The Playhouse), regia di Buster Keaton e Edward F. Cline (1921)
- Fortuna avversa (Hard Luck), regia di Buster Keaton e Edward F. Cline (1921)
- Due mondi (The Primitive Lover), regia di Sidney Franklin (1922)
- Poliziotti (Cops), regia di Edward F. Cline e Buster Keaton (1922)
- Il maniscalco (The Blacksmith), regia di Buster Keaton e Malcolm St. Clair (1922)
- Il nord ghiacciato (The Frozen North), regia di Buster Keaton e Edward F. Cline (1922)
- La casa elettrica (The Electric House), regia di Buster Keaton e Edward F. Cline (1922)
- La legge dell'ospitalità (Our Hospitality), regia di Buster Keaton e Jack Blystone (1923)
- Il nido d'amore (A Love Nest), regia di Edward F. Cline e Buster Keaton (1923)
- Senti, amore mio (The Three Ages), regia di Buster Keaton (1923)